# MLS SuperDraft
MLS SuperDraft je každoroční událost, při které si týmy Major League Soccer vybírají hráče, kteří vystudovali univerzitu, nebo jinak podepsali smlouvu s ligou. Současná podoba SuperDraftu trvá od roku 2000, kdy vznikl sloučením MLS College Draftu, kde byli vybíráni hráči univerzit, a MLS Supplemental Draftu, kde byli vybíráni ostatní hráči. Draft je rozdělen do čtyř kol, každý klub má jeden výběr, pořadí je určeno podle výsledků z předchozího ročníku, nejúspěšnější tým (vítěz MLS Cupu) vybírá jako poslední.

## Historie
V letech 1996–1999 čerství absolventi univerzit vstoupili do MLS College Draftu. Hráči, kteří vystudovali dříve, vstoupili do MLS Supplemental Draftu. Oddělení dvou draftů bylo v roce 2000 odstraněno, když byly spojeny do MLS SuperDraftu. První SuperDraft se konal v roce 2000 a byl hlavním draftem ligy. Později ale význam draftu postupně opadal s vývojem a vznikem juniorských akademií jednotlivých týmů, kde týmy vychovávali své vlastní hráče a kupovali mladé hráče z jiných lig.

## Pravidla draftu
Proces SuperDraftu 2019:
1. Nově vzniklý tým automaticky získává první místo. Pokud jsou dva takové týmy, házení mincí rozhodne první výběr.
2. Týmy, které nepostoupily do playoff se seřadí podle výkonů z předchozího ročníku.
3. Týmy, které postoupily do playoff jsou seřazeny podle kola, ve kterém vypadly.
4. Vítěz MLS Cupu získá poslední místo, poražený finalista předposlední.
5. Nerozhodné stavy rozhodne gólový rozdíl, počet vstřelených gólů, počet inkasovaných gólů nebo házení mincí.

| Status                                | Pořadí |
| ------------------------------------- | ------ |
| Nový klub                             | 1      |
| Týmy bez playoff                      | 2–12   |
| Týmy vyřazené v 1. kole               | 13–16  |
| Týmy vyřazené v semifinále konference | 17–20  |
| Týmy vyřazené ve finále konference    | 21–22  |
| Poražený finalista                    | 23     |
| Vítěz MLS Cupu                        | 24     |

## Další drafty

### MLS Supplemental Draft
V letech 1996–1999 byl Supplemental Draft druhým hlavním draftem ligy. Jako takový zanikl před rokem 2000. V roce 2003 sloužil pro hráče, kteří podepsali smlouvu s ligou až po ukončení SuperDraftu. V letech 2005–2008 byl po rozšíření soupisky o mladé hráče a vznikem rezervních týmů draft obnoven. V letech 2011–2013 draft nahradil poslední dvě kola SuperDraftu.